# Penny Cook
Penelope Cook (Melbourne, 1957. július 13. – 2018. december 26.) ausztrál színésznő.

## Filmjei
Mozifilmek
- The Dreaming (1988)
- The Merger (2018)

Tv-filmek
- Coda (1987)
- Naked Under Capricorn (1989)
- Joh's Jury (1993)

Tv-sorozatok
- Skyways (1979, egy epizódban)
- The Restless Years (1979, négy epizódban)
- A Country Practice (1981–1993, 330 epizódban)
- The Flying Doctors (1987, egy epizódban)
- E Street (1989, öt epizódban)
- G.P. (1991, nyolc epizódban)
- Oroszlánkölykök (Young Lions) (2002, 22 epizódban)
- Neighbours (2007–2010, 28 epizódban)
- Szentek kórháza (All Saints) (2008, öt epizódban)
- Táncakadémia (Dance Academy) (2010, egy epizódban)
- Laid (2011, egy epizódban)
- Rake (2014, egy epizódban)
- Heidi (2015, két epizódban)
- Pulse (2017, nyolc epizódban)